# Tony Marsh (pilote automobile)
Pour les articles homonymes, voir Tony Marsh et Marsh.
Pas d'image ? Cliquez ici
Anthony Ernest Marsh dit Tony Marsh (né le 20 juillet 1931 et mort le 7 mai 2009) est un pilote automobile britannique.

## Biographie
Spécialiste des courses de côte (il a remporté le championnat britannique de la spécialité (en) à six reprises, de 1955 à 1957, puis de 1965 à 1967), Tony Marsh a également effectué une honorable carrière en circuits, notamment en Formule 2 au volant d'une Cooper-Climax. Au volant de sa F2, il a même participé au Grand Prix d'Allemagne en 1957 et 1958, au milieu des Formule 1. 
Il fait son retour en championnat du monde en 1961, cette fois au volant d'une Formule 1, une Lotus-Climax privée, lors du Grand Prix de Grande-Bretagne (abandon) puis du Grand Prix d'Allemagne (15e).

## Résultats en championnat du monde de Formule 1
| Saison | Écurie                   | Châssis       | Moteur        | Pneus  | GP disputés | Abandons | Points inscrits | Classement |
| ------ | ------------------------ | ------------- | ------------- | ------ | ----------- | -------- | --------------- | ---------- |
| 1957   | Ridgeway Managements     | Cooper T43 F2 | Climax FPF l4 | Dunlop | 1           | 0        | 0               | Nc.        |
| 1958   | Privé                    | Cooper T45 F2 | Climax FPF l4 | Dunlop | 1           | 0        | 0               | Nc.        |
| 1961   | Privé                    | Lotus 18      | Climax FPF l4 | Dunlop | 2           | 1        | 0               | Nc.        |
| 1962   | Owen Racing Organisation | BRM P48/57    | BRM P56 V8    | Dunlop | 0           | 0        | 0               | Nc.        |

## Résultats aux 24 heures du Mans
| Année | Équipe     | Voiture     | Équipiers     | Résultat |
| ----- | ---------- | ----------- | ------------- | -------- |
| 1960  | Team Elite | Lotus Elite | John Wagstaff | 14e      |